# Berea (Ohio)
Berea ist eine City im Cuyahoga County im US-Bundesstaat Ohio. Sie liegt rund 20 Kilometer südwestlich von Cleveland, ist 14,4 km² groß und hatte bei der Volkszählung 2020 18.545 Einwohner, davon 86,05 % Weiße.

## Geschichte
Die erste Siedlung auf dem Gebiet entstand 1828 mit einer christlich-sozialistischen Gemeinde namens Lyceum Village. Das Vorhaben scheiterte jedoch bis 1844 mangels Zulauf.
Das heutige Berea wurde 1850 aus dem Middleburg Township ausgegründet. Es steht mit dem Abbau von Sandstein am Ufer des Rocky River in Verbindung, der vor Ort für die Herstellung von Schleifsteinen verwendet wurde. Die Produktion endete 1946, als sich schließlich Siliziumkarbid als Schleifmittel durchsetzte.
In Berea hat das Baldwin-Wallace College, eine renommierte Kunst- und Musikhochschule, ihren Sitz. Ferner liegen die Geschäftsstelle und das Trainingsgelände der Cleveland Browns in der Stadt.

## Söhne und Töchter der Stadt
- Albert Riemenschneider (1878–1950), Bachforscher und Musikpädagoge
- Raymond Moley (1886–1975), Journalist, Politikwissenschaftler und politischer Berater
- Neil H. McElroy (1904–1972), Geschäftsmann und Politiker
- Lou Groza (1924–2000), American-Football-Spieler und -Trainer
- Hersha Parady (1945–2023), Schauspielerin
- Passion Richardson (* 1975), Sprinterin